# Пантофель-Нечецкая, Дебора Яковлевна
Дебо́ра Я́ковлевна Панто́фель-Нече́цкая (1904/1905 — 1998) — советская оперная певица (колоратурное сопрано) и пианистка, музыкальный педагог. Заслуженная артистка РСФСР (1945). Лауреат Сталинской премии второй степени (1946).

## Биография
Родилась 30 декабря 1904 года (12 января 1905 года) в Омске в еврейской семье. Отец — гравёр Яков Абрамович Пантофель (1873—1934), мать — Софья Петровна.
Училась в гимназии и музыкальной школе, затем в музыкальном техникуме Омска (до 1926 года) по классам пения и фортепиано. В 1929 году певица совершает концертное турне по Сибири. В том же году выходит замуж за Давида Нечецкого.
Окончив техникум, в 1931 году вне конкурса была принята в ЛГК имени Н. А. Римского-Корсакова в класс пения (педагог Е. А. Бронская) (окончила консерваторию в 1934 году). Была пианисткой клуба при фабрике.
С 1934 года — солистка Омского радио, в 1934—1935 годах — Новосибирского радио и Театра музыкальной комедии.
В 1936—1939 годах солистка Свердловского театра оперы и балета. В декабре 1939 года становится лауреатом Первого всесоюзного конкурса артистов эстрады (первая премия).
В 1940—1960 года — солистка МГАФ. В 1941 году состоялся её дебют в ГАБТ, на сцене которого она периодически участвовала в спектаклях до конца Великой Отечественной войны. До середины 1960-х годов с сольными концертами выступала во многих городах СССР, гастролировала за рубежом (СРР, ЧССР, Иран). Концертный репертуар певицы насчитывал более семисот произведений русских, советских и западноевропейских композиторов, а также народных песен разных стран.
Преподавала в Институте театра и сатиры. В 1960—1965 годах педагог ГИТИС имени А. В. Луначарского, в 1965—1998 годах — доцент МГК имени П. И. Чайковского.
Умерла 16 февраля 1998 года. Похоронена в Москве на Востряковском кладбище.
Муж — Давид Абрамович Нечецкий (1901 — 20.10.1938, Москва). Сын — Борис Давидович Нечецкий. Сестра — Цецилия Абрамовна Мариупольская (1897—1979).

## Награды и премии
- Лауреат I Всесоюзного конкурса артистов эстрады (1939, 1-я премия)
- Заслуженная артистка РСФСР (12 июля 1945)
- Сталинская премия второй степени (1946) — за концертно-исполнительскую деятельность
- орден Почёта (17 декабря 1994) — за заслуги перед народом, связанные с развитие российской государственности, достижениями в труде, науке, культуре, искусстве, укреплением дружбы и сотрудничества между народами[1]

## Оперные партии
- Севильский цирюльник. Дж. Россини — Розина
- Травиата. Дж. Верди — Виолетта
- Риголетто. Дж. Верди — Джильда
- Ромео и Джульетта. Ш. Гуно — Джульетта
- Лакме. Л. Делиб. — Лакме

## Интересные факты
Р. Глиэр посвятил Деборе Пантофель-Нечецкой свой Концерт для колоратурного сопрано с оркестром (1943).
Певица исполнила вокальные номера (за кадром, музыка Д. Б. Кабалевского) в фильме «Антон Иванович сердится» (1941).